# Ernesto Fontecilla
Ernesto Fontecilla Camps.(Santiago de Chile, 1938 -) és un pintor, dibuixant, gravador i artista visual xilè.

## Biografia
Va néixer a Santiago de Xile el dia 26 de juny de 1938. Va realitzar cursos de Gravat en tallers particulars i va estudiar Litografia durant un any a l'Escola de Belles arts de la Universitat de Xile. També va estudiar Arquitectura a la Universitat de Xile. Es va exercir més tard com a Professor de Dibuix de l'Escola d'Arquitectura. Des de l'any 1973 es radica a Barcelona. Va viatjar a Nova York, on va romandre fins a l'any 1971. Des de l'any 1973 viu a Catalunya i imparteix classes de pintura a l'Escola Massana de Barcelona. Va fundar el taller de performance de l'Escola Massana, on més tard va ser professor de Pintura. El seu imaginari pictòric surrealista l'ha dut a ser present a la col·lecció del MoMA.